# シャイなあんちくしょう
『シャイなあんちくしょう』は、1991年に公開された日本映画。汚名の中で死んでいった父の無念を晴らすため、モトクロスライダーの青年が、政治と暴力団の闇に戦いを挑む姿を描いた作品である。脚本家・岡田惠和の映画デビュー作。
ヤマハ発動機の全面協力により、迫力あるモーターサイクルアクションシーンが展開された。

## キャスト
- 白川守（ヤマハ発動機アメリカのモトクロス契約ライダー）：加勢大周
- 高塚真理子（週刊誌の契約カメラマン）：南果歩
- 出口カオル（守の友人）：湯江健幸
- 福田邦男（守を最初に逮捕した刑事）：田中邦衛
- 福田友美（邦男の娘）：湧岐朱咲久
- 出口みゆき（カオルの内縁の妻）：杉浦幸
- 白川太一（守の父・江川一郎議員秘書）：日下武史
- 白川京子（守の母）：中原ひとみ
- 江川一郎（議員）：織本順吉
- 柳田正次（カオルの兄貴分）：清水健太郎
- 池田哲：片桐竜次
- 中島（江川の秘書）：佐野史郎
- 岩尾剛三（岩尾組組長）：上田耕一
- 中丸信（議員・派閥胴元）：木俣堯喬

## 挿入歌
- 鈴木祥子「言葉」
- 小川美潮「On the road」
- 安藤秀樹「イエローハミングバード」

## スタッフ
- プロデューサー：佐藤和之、菊池淳夫
- 助監督：原田昌樹
- 技斗：二家本辰巳
- モトクロス指導：川崎智之、田淵武
- カースタント：タカハシレーシング
- 現像：東映化学
- 協力：ヤマハ発動機、昭栄化工、全日本空輸　ほか